# Doxepina
A doxepina, também conhecida pelos nomes comerciais Aponal e Adapin, entre outros, e é um antidepressivo tricíclico, que frequentemente é usado pelos dermatologistas para tratar alguns problemas de pele como prurido, dermatite atópica, urticária e dermatose. Isso é possível graças ao seu efeito anti-histamínico (antagonismo dos receptores H1 e H2 da histamina), provocando uma melhora em muitos tipos de alergia.

## Mecanismo de ação
O mecanismo de ação da doxepina não é totalmente conhecido, de modo que se presume haver uma influência sobre a atividade adrenérgica em nível sináptico, evitando a recaptação da noradrenalina pelas terminações nervosas. Possui também ação anti-muscarínica que reduz ou inibe a secreção gástrica (pode ser uma sugestão para o tratamento da úlcera péptica). A doxepina tem acentuada propriedade sedativa que serve de ajuda para casos de insônia ou manutenção do sono.

## Indicações
- Depressão
- Transtorno da ansiedade
- Urticária.[1]
- Insônia[2][3]

## Reações adversas
- Sonolência
- Secura de mucosas
- Cefaleia
- Fadiga
- Vertigem
- Alterações emocionais
- Paladar alterado